# Bisoo
Le bisoo est une danse guerrière du peuple Bassa dont le but est d'innocenter les troupes victorieuses après les expéditions guerrières.

## Danse guerrière
Danse guerrière, le bisoo n'était exécuté que par les armées des chefs traditionnels Bassa appelés Mbombok.